# Réserves de biosphère au Maghreb
Les réserves de biosphère au Maghreb reconnues par l'Unesco  (en arabe : محميات المحيط الحيوي) dans le cadre du programme sur l'homme et la biosphère sont au nombre de 16.

## Algérie
En Algérie, les réserves de biosphère sont portées par les collectivités locales, les directions de Wilayas (Conservation des forêts, Direction de l’Environnement), la direction des parcs nationaux, la Direction Générale des forêts, le Ministère de l’agriculture et de Développement Rural, le Ministère de l’Aménagement du Territoire et de l’Environnement , le Ministère de la Culture, le Centre National de Développement des Ressources Biologiques, l'Agence Nationale pour la conservation de la Nature.  Elles impliquent également des Universités et instituts nationaux.
L'Algérie possède huit réserves de biosphère :
| # | Réserve de biosphère                      | Wilaya  | Année | Superficie (ha) | Illustration |
| - | ----------------------------------------- | ------- | ----- | --------------- | ------------ |
| 1 | Réserve de biosphère Tassili n'Ajjer      | Illizi  | 1986  | 7 200 000       |              |
| 2 | Réserve de biosphère d'El Kala            | El-Tarf | 1990  | 76 348          |              |
| 3 | Réserve de biosphère de Djurdjura         | Bouira  | 1997  | 35 660          |              |
| 4 | Réserve de biosphère de Chréa             | Blida   | 2002  | 36 985          |              |
| 5 | Réserve de biosphère de Taza              | Jijel   | 2004  | 1 643           |              |
| 6 | Réserve de biosphère de Gouraya           | Béjaïa  | 2004  | 2 080           |              |
| 7 | Réserve de biosphère de Belezma           | Batna   | 2015  | 26 250          |              |
| 8 | Réserve de biosphère des Monts de Tlemcen | Tlemcen | 2016  | 98 532          |              |

## Maroc
Au Maroc, les réserves de biosphère sont sous la tutelle du Département Eaux et Forêts et le Ministère de l’Agriculture et de la pêche maritime. Les réserves de biosphère impliquent également des Universités, des ONGs et d'autres départements ministériels.
Le Maroc possède quatre réserves de biosphère dont la première réserve de biosphère transcontinentale avec l'Espagne :
| # | Réserve de biosphère                                                             | Région                                           | Remarque                                                                                     | Année | Superficie (ha) | Illustration |
| - | -------------------------------------------------------------------------------- | ------------------------------------------------ | -------------------------------------------------------------------------------------------- | ----- | --------------- | ------------ |
| 1 | Réserve de biosphère de l'arganeraie (RBA)                                       | Souss-Massa                                      | Englobe le parc national de Souss Massa                                                      | 1998  | 2 568 780       |              |
| 2 | Réserve de biosphère de l'Oasis du Sud marocain (RBOSM)                          | Drâa-Tafilalet                                   | Englobe les parcs nationaux du Haut-Atlas oriental (partiellement) et d'Iriqui               | 2000  | 7 185 371       |              |
| 3 | Réserve de biosphère Intercontinentale de la Méditerranée (RBIM) (Espagne/Maroc) | Tanger-Tétouan-Al Hoceïma                        | Englobe le parc national de Talassemtane                                                     | 2006  | 894 134,75      |              |
| 4 | Réserve de biosphère des Cèdres de l'Atlas                                       | Béni Mellal-Khénifra, Drâa-Tafilalet, Fès-Meknès | Engloble les parcs nationaux d'Ifrane, du Haut Atlas Oriental (partiellement) et de Khénifra | 2016  | 1 375 000       |              |

## Tunisie
En Tunisie, les réserves de biosphère sont sous la tutelle du Ministère de l’Agriculture, Ministère de l’Environnement et de l'Agence Nationale de protection de l’environnement. Elles mobilisent également l'Université (sujets de recherches et conventions), et des ONG (sensibilisation, éducation environnementale).
La Tunisie possède quatre réserves de biosphère :
| # | Réserve de biosphère                                 | Gouvernorat | Année | Superficie (ha) | Illustration                  |
| - | ---------------------------------------------------- | ----------- | ----- | --------------- | ----------------------------- |
| 1 | Réserve de biosphère Djebel Bou-Hedma                | Gafsa       | 1977  | 16 988          | Parc national de Bouhedma.jpg |
| 2 | Réserve de biosphère Djebel Chambi                   | Kasserine   | 1977  | 43 723          |                               |
| 3 | Réserve de biosphère de l'Ichkeul                    | Bizerte     | 1977  | 14 100          |                               |
| 4 | Réserve de biosphère des îles de Zembra et Zembretta | Nabeul      | 1977  | 791             |                               |